# Katolická univerzita Fu Jen
Katolická univerzita Fu Jen (čínsky: 輔仁大學) se nachází na Tchaj-wanu ve městě Nová Tchaj-pej v části Sin-čuang. Byla založena roku 1925 Svatým stolcem v Pekingu, znovuzaložena v roce 1961 právě na Tchaj-wanu.
Fu Jen je nejstarší katolická a jezuitská univerzita v čínsko-mluvícím světě. Fu Jen je také jedinou univerzitou, která je hostitelem časopisu A&HCI v celé zemi. V současné době je univerzita hodnocena jako 300. místo v žebříčku Times Higher Education Impact Ranking, 100 nejlepších v teologii a 500 v humanitních oborech a medicíně v žebříčku QS World University Rankings.